# وادي الدلبة (القدس)
وادي الدلبة (بالعبرية: وادي دوليف) هو وادٍ يقع في جبال القدس ضمن ممر القدس، وهو أحد الأودية الثلاثة التي تشكل محمية وادي الدلبة. الأودية الأخرى هي وادي المغارة ووادي أزن. تشكل هذه الأودية الثلاثة جزءًا من حوض تصريف وادي السُّورِق، حيث تلتقي بـوادي زانوح، ومن هناك تصب في وادي السُّورِق بالقرب من بيت شيمش.

## الجغرافيا
يبدأ وادي الدلبة في منطقة موشاف نيس هريم، على ارتفاع حوالي 700 متر فوق سطح البحر، ويمتد لمسافة تقارب 7 كيلومترات حتى يصل إلى شمال موشاف زانوح، على ارتفاع حوالي 250 مترًا، حيث يلتقي بوادي زانوح.

## المحمية الطبيعية
تقع محمية وادي الدلبة في الجزء الشمالي من منتزه استقلال الولايات المتحدة، الذي يغطي حوالي 30,000 دونم على المنحدرات الجنوبية الغربية لجبال يهودا.

## روابط خارجية
- וادي دوليف وعين فريم - موقع "للمتجول"
- וادي دوليف - موقع الطبيعة والمناظر الطبيعية في إسرائيل
- محمية وادي دوليف - موقع الطبيعة والمناظر الطبيعية في إسرائيل